# Henry W. Dwight
Pour les articles homonymes, voir Dwight.
Henry Williams Dwight (26 février 1788, Stockbridge - 21 février 1845, New York), est un homme politique américain.

## Biographie
Petit-fils de Joseph Dwight (en) et descendant de Thomas Welles, il suit ses études à Williams College.
Il sert comme aide de camp et colonel dans l'état-major du général Whiton durant la Guerre de 1812.
Il est élu à la Massachusetts State house of representatives en 1818, puis à la Chambre des représentants des États-Unis en 1821.

## Sources
- (en) Cet article est partiellement ou en totalité issu de l’article de Wikipédia en anglais intitulé « Henry W. Dwight » (voir la liste des auteurs).